# David Pegg

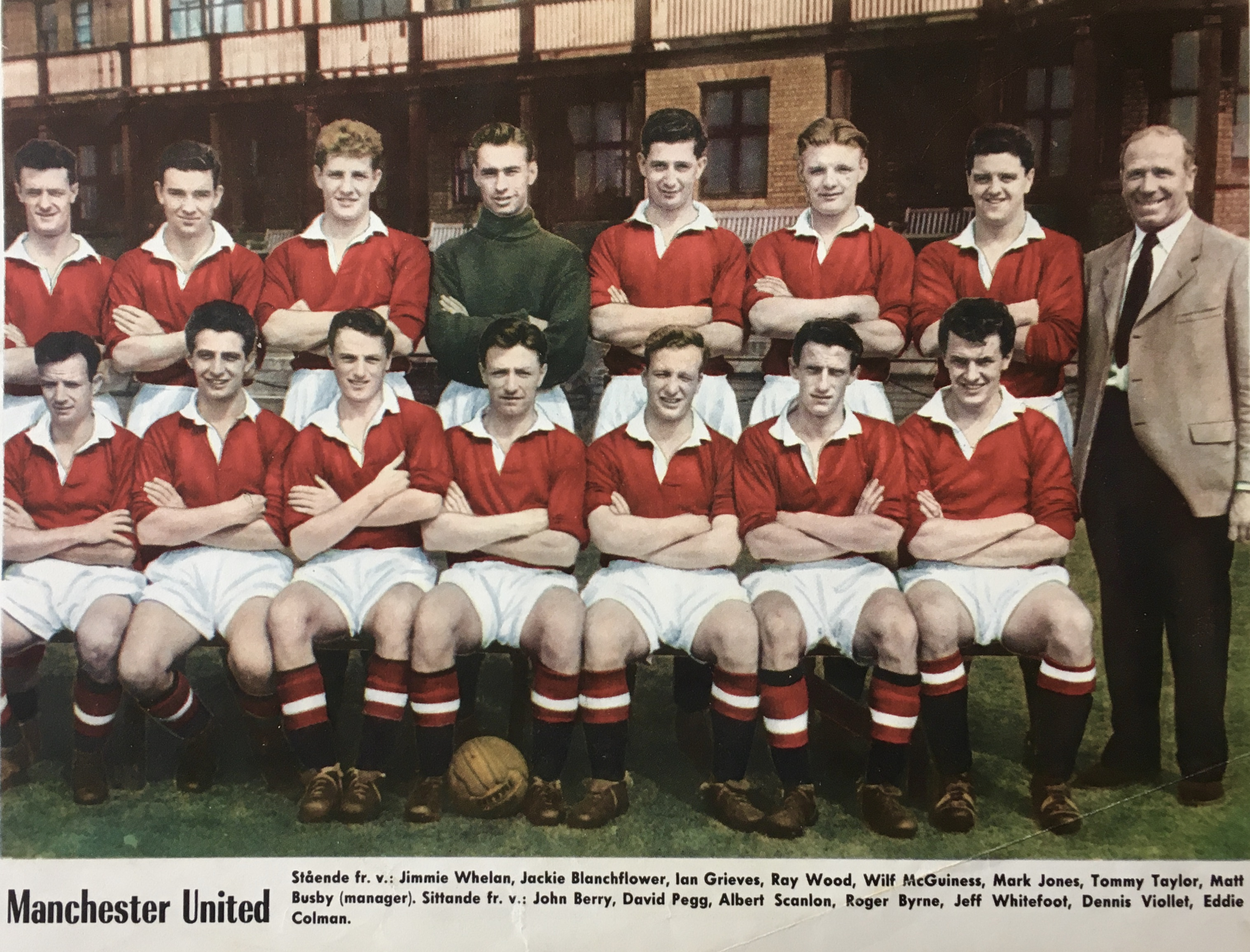
Manchester United F.C. aus dem Jahre 1957 – Bild zeigt 2. Reihe stehend v. l.: Jimmie Whelan, Jackie Blanchflower, Ian Greaves, Ray Wood, Wilf McGuinness, Mark Jones, Tommy Taylor, Matt Busby (Manager);1. Reihe hockend v. l.: Johnny Berry, David Pegg, Albert Scanlon, Roger Byrne (Kapitän), Jeff Whitefoot, Dennis Viollet und Eddie Colman.

David Pegg (* 20. September 1935 in Doncaster; † 6. Februar 1958 in München) war ein englischer Fußballspieler. Der Flügelspieler gehörte in den 1950ern zu den „Busby Babes“ von Manchester United und war einer von acht damals aktiven Spielern des Vereins, die beim Flugzeugunglück von München ums Leben kamen.

## Sportlicher Werdegang
Pegg galt bereits im Schüleralter als eines der größten Fußballertalente seines Jahrgangs und gleich mehreren englischen Spitzenvereinen wurde ein Interesse an ihm nachgesagt. Die Entscheidung fiel letztlich frühzeitig auf Manchester United und nur gut zwei Monate nach seinem 17. Geburtstag debütierte er in der ersten Liga gegen den FC Middlesbrough für „United“. Fortan war er als Linksaußen Stammspieler in der von Matt Busby trainierten jungen Mannschaft, die als „Busby Babes“ Berühmtheit erlangten und in den Jahren 1956 sowie 1957 zwei englische Meisterschaften in Serie gewannen. Persönlicher Höhepunkt war dazu im April 1957 seine Leistung im Europapokal der Landesmeister gegen Real Madrid, wobei die Partie zwar verloren ging, aber Real dazu veranlasste über die Verpflichtung eines neuen Außenverteidigers nachzudenken, der in den Folgejahren geeigneter für ein Duell mit Pegg gewesen wäre.
Peggs Spielweise zeichnete sich durch ein gutes Passspiel aus und anstelle von Tempoläufen und Dribblings auf der Außenbahn zog es ihn häufiger nach innen, wobei er mit seinem starken linken Fuß oft den Torabschluss suchte. Sein Bewegungsablauf wurde insgesamt als „geschmeidig“ beschrieben. Zumeist bildete er auf der linken Seite ein Duo mit Dennis Viollet; dazu profitierte besonders Mittelstürmer Tommy Taylor von Peggs präzisen Flanken. Im Verlauf der Saison 1957/58 verlor Pegg, der bereits ein A-Länderspiel für England absolviert hatte, seinen Stammplatz an Albert Scanlon. Dennoch wurde ihm weiter eine gute Sportlerkarriere prognostiziert, als diese im Februar 1958 ein plötzliches Ende fand. Nach dem Viertelfinalrückspiel des europäischen Landesmeisterwettbewerbs gegen Roter Stern Belgrad gehörte er zu den Passagieren, die in dem in München verunglückten Flugzeug saßen. Er war mit 22 Jahren und vier Monaten eines der jüngsten von 23 Todesopfern.

## Titel/Auszeichnungen
- Englische Meisterschaft (2): 1956, 1957
- FA Charity Shield (2): 1956, 1957
- FA Youth Cup (2): 1953, 1954